# Fachhochschule Technikum Wien

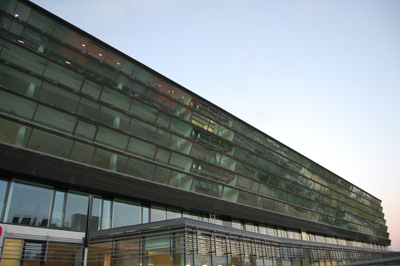
Zweiter Standort im ENERGYbase

Die FH Technikum Wien (auch: FHTW) ist eine technische Fachhochschule in Österreich. Ihre Vorgängerinstitution wurde 1994 gegründet und erhielt im Jahr 2000 als erste Einrichtung in Wien den Status einer Fachhochschule. Mit bisher rund 18.000 Absolvierenden und rund 4.700 Studierenden in mehr als 30 Bachelor- und Master-Studiengängen ist die FH Technikum Wien nach eigenen Angaben die größte Fachhochschule für technische Studien in Österreich.

## Geschichte
Die Fachhochschule Technikum Wien wurde im Jahr 1994 unter dem Namen Verein zur Förderung eines Fachhochschulstudiengangs Elektrotechnik gegründet. Der Studienbetrieb startete mit einer kleinen Gruppe am Technologischen Gewerbemuseum (tgm) in Wien. Im Jahr 2000 erhielt die Institution als erste Einrichtung in Wien den offiziellen Fachhochschulstatus.
Bereits 2001 wurden berufsbegleitende Studiengänge eingeführt. 2003 stellte das Technikum Wien als erste FH Österreichs auf das Bologna-konforme Bachelor- und Master-System um. Im selben Jahr wurde das heutige A-Gebäude am Höchstädtplatz eröffnet.
2005 gründete die Hochschule mit der Life Long Learning Academy ein eigenes Weiterbildungsinstitut, das heute als Technikum Wien Academy firmiert. 2008 wurde ein zweiter Standort in der ENERGYbase in Wien-Floridsdorf eröffnet. 2013 folgte die bauliche Erweiterung des Hauptstandorts mit dem neuen F-Gebäude.
Ein Meilenstein in der akademischen Entwicklung war 2018 die Einführung des ersten kooperativen Doktoratsprogramms mit der TU Wien im Bereich Embedded Systems. 2021 folgte ein weiteres Programm im Bereich Tissue Engineering.
Während der COVID-19-Pandemie 2020 stellte die FH Technikum Wien kurzfristig auf Fernlehre um und etablierte erfolgreich neue digitale Formate.
2024 wurde die Hochschule vom Industriemagazin als beste Fachhochschule Österreichs ausgezeichnet. Im selben Jahr feierte sie ihr 30-jähriges Bestehen. Zum Jubiläum wurden vier neue Studiengänge in Zukunftsbereichen wie Wasserstofftechnik und Quantentechnologien gestartet.
Seit 2025 trägt die FH Technikum Wien als erste und einzige Hochschule Österreichs das Österreichische Umweltzeichen für Bildungseinrichtungen. Im Jahr 2025 starteten das FH Technikum Wien und die Medizinische Universität Wien ein gemeinsames kooperatives Doktoratsprogramm mit dem Fokus auf Künstliche Intelligenz in der Krebsdiagnostik.

## Fakultäten
Die Fachhochschule Technikum Wien gliedert sich in vier Fakultäten. Diese bilden das akademische Fundament der Hochschule und decken zentrale Bereiche der technischen und naturwissenschaftlichen Ausbildung ab.
- Computer Science und Applied Mathematics: Informatik, KI, Softwareentwicklung und angewandte Mathematik
- Electronic Engineering und Entrepreneurship: Elektronik, Innovation und unternehmerische Kompetenzen
- Industrial Engineering: Produktion, Digitalisierung und industrielle Prozessoptimierung
- Life Science Engineering: Biotechnologie, Medizintechnik und Umwelttechnologien

## Studiengänge
Die Fachhochschule Technikum Wien bietet praxisnahe Bachelor- und Master-Studiengänge mit technischem Schwerpunkt. Das Studienangebot orientiert sich an den Anforderungen von Wirtschaft, Industrie und Forschung.

### Master-Studiengänge
Master-Programme an der FH Technikum Wien richten sich an Absolvierende technischer und naturwissenschaftlicher Studienrichtungen. Sie vertiefen fachliche Kompetenzen in Bereichen wie Digitalisierung, Robotik, Energie, Health Tech oder Software Engineering. Die Programme sind forschungsnah, interdisziplinär und bereiten Studierende auf Führungsfunktionen in der Industrie oder auf wissenschaftliche Karrieren vor.

### Bachelor-Studiengänge
Das Bachelor-Angebot umfasst Ingenieurstudiengänge mit Fokus auf Elektrotechnik, Informatik, Maschinenbau, Biotechnologie und verwandte Disziplinen. Die Ausbildung ist anwendungsorientiert und verbindet technische Grundlagen mit digitaler Kompetenz. Studierende erwerben praxisrelevantes Know-how und einen international anerkannten Abschluss als Bachelor of Engineering.

## Forschung und Entwicklung
Die Fachhochschule Technikum Wien betreibt anwendungsorientierte Forschung & Entwicklung in mehreren technologiegetriebenen Schwerpunkten. Ziel ist der Wissenstransfer in die Industrie und die Förderung von Innovationen.

### Forschungsschwerpunkte
- Automation & Robotics: Intelligente Automatisierung, Robotik Lösungen und industrielle Steuerung
- Embedded & Cyber-Physical Systems: Verteilte Systeme, Echtzeitanwendungen und Hardware Entwicklung
- Data-Driven, Smart & Secure Systems: Datenanalyse, künstliche Intelligenz und IT-Security
- Renewable Energy Systems: Energiemanagement, Photovoltaik und nachhaltige Technologien
- eHealth & Mobility: Digitale Gesundheitsanwendungen und intelligente Verkehrssysteme
- Bioengineering & Molecular Life Science Technologien: Tissue Engineering, Bioanalytik und molekulare Biotechnologie.

## Kooperationen
Die FH Technikum Wien unterhält Kooperationen mit Unternehmen, Start-ups, Forschungseinrichtungen und Bildungspartnern. Ziel ist es, die Verbindung von Theorie und Praxis zu stärken, Innovationen zu fördern und Studierenden praxisnahe Perspektiven zu bieten.
Mit dem Programm Entrepreneurship in Technology unterstützt die Hochschule Unternehmensgründungen durch Coaching, Mentoring und Netzwerkzugang. Unternehmen können über Jobplattformen, Karriere Events und duale Studienmodelle mit Studierenden in Kontakt treten.
In der angewandten Forschung arbeitet die FH mit der Wirtschaft im Rahmen von EU-Projekten, Innovationsschecks und dem Josef-Ressel-Zentrum zusammen. Veranstaltungen wie der Manufacturing Day und Projekte mit Partnern wie Österreichische Forschungsförderungsgesellschaft (FFG) unterstreichen den Transfer in die Praxis.

## International
Die FH Technikum Wien ist international vernetzt und kooperiert mit über 100 Hochschulen weltweit. Ziel ist es, internationale Mobilität zu fördern, Forschungskooperationen auszubauen und interkulturelle Kompetenzen in der Ausbildung zu stärken.
Im Rahmen von Programmen wie Erasmus+ bestehen Partnerschaften mit renommierten Universitäten, darunter die Technische Universität Riga, die Politecnico di Milano, die Universität Porto und die Tampere University.

## Auszeichnungen und Zertifikate
- 2025: 1. Platz in der Kategorie „Image“ im Fachhochschul-Ranking des “Industriemagazin”[31]
- 2025: Österreichisches Umweltzeichen für Bildungseinrichtungen[32]

## Rankings
Die Fachhochschule Technikum Wien ist in mehreren nationalen und internationalen Hochschulrankings gelistet. Im Industriemagazin-FH-Ranking belegte sie 2024 und 2025 den ersten Platz und wurde damit zur besten Fachhochschule Österreichs gewählt. Auch in der Kategorie „Image“ rangiert sie auf Platz 1.
Im internationalen EduRank erreichte das Technikum 2025 den 29. Platz unter österreichischen Hochschulen sowie Rang 3.996 weltweit.
Im AD Scientific Index liegt die Fachhochschule Technikum Wien 2025 auf Platz 37 in Österreich, Platz 1.877 in Europa und Platz 7.732 weltweit, gemessen an Forschungsleistung und wissenschaftlicher Sichtbarkeit.
Laut uniRank (2025) belegt die Hochschule Platz 23 unter österreichischen Institutionen und Platz 2.362 im globalen Vergleich.
Im trend Arbeitgeber-Ranking erreichte sie 2022 Platz 22 in Österreich sowie Platz 3 im Bereich Bildung & Forschung.